# 10122 Фродінґ
10122 Фродінґ (10122 Fröding) — астероїд головного поясу, відкритий 27 січня 1993 року.
Тіссеранів параметр щодо Юпітера — 3,166.